# Wilhelm Wundt
Wilhelm Wundt (16 tháng 8 năm 1832 - 31 tháng 8 năm 1920) là một nhà tâm lý học và sinh lý học người Đức. Cùng với William James, ông được coi là cha đẻ của ngành tâm lý học. Năm 1879, Wundt thành lập phòng thí nghiệm chính thức đầu tiên cho nghiên cứu tâm lý học tại Đại học Leipzig, đồng thời ông cũng cho ra đời tạp chí khoa học đầu tiên cho bộ môn này năm 1881.
Wundt lựa chọn tiến hành một thí nghiệm kỳ lạ với một quả bóng nhỏ bằng đồng. Ông và hai sinh viên tập trung quanh một chiếc bàn nhỏ có một cái đồng hồ bấm giờ, một công tắc và quả bóng được đặt trên một thanh kim loại đứng. Vài giây sau, quả bóng tự động rơi khỏi thanh kim loại và đồng hồ bấm giờ bắt đầu hoạt động. Sinh viên ấn xuống công tắc ngay lúc anh ta nghe thấy tiếng quả bóng đập xuống bàn. Ông dành vài năm tiếp theo để quan sát hàng trăm người phản ứng với bài kiểm tra này. Một vài người tham gia được yêu cầu bấm công tắc tại thời điểm đầu tiên nghe tiếng quả bóng đập xuống bàn- ông gọi là phản xạ đơn giản-, trong khi những người khác được yêu cầu phản ứng hoàn toàn khi nhận ra âm thanh đó-một quyết định có ý thức. Cẩn thận ghi chép, Wundt đã tạo ra dữ liệu đầu tiên của tâm lý học. Ông kết luận rằng phản ứng theo phản xạ mất trung bình một phần mười giây và để lại cho người tham gia một ký ức mờ nhạt về tiếng bóng rơi. Ngược lại, việc nghe âm thanh đó một cách có ý thức tạo ra thời gian một phần hai mươi giây và tạo ra một trải nghiệm rõ ràng. 